# Retibythere
Retibythere is een geslacht van kreeftachtigen uit de klasse van de Ostracoda (mosselkreeftjes).

## Soorten
- Retibythere (Bathybythere) scaberrima (Brady, 1887) Schornikov, 1987
- Retibythere (Bathybythere) vandenboldi (Ruggieri, 1960) Schornikov, 1987 †
- Retibythere acutialata Schornikov, 1981
- Retibythere bialata Schornikov, 1981